# Un ballon dans la tête

Un ballon dans la tête est un téléfilm français réalisé par Michaëla Watteaux, diffusé en 1992 sur France 2.

## Synopsis
un môme qui aurait la passion de football.

## Fiche technique
- Réalisateur : Michaëla Watteaux
- Scénario : Michaëla Watteaux
- Adaptation : Carlos Saboga et Michaëla Watteaux
- Musique : Alain Jomy
- Photographie : Mario Barroso
- Montage : Christiane Lack
- Son : Pedro Melo
- Production : Jean-François Lepetit, Morelba Pacheco
- Pays d'origine : France
- Format : couleurs -
- Genre : drame
- Date de diffusion : 1992 sur France 2
- Durée : 95 minutes.

## Distribution
- Robinson Stevenin : Le « Petit »
- Andréa Ferréol : Dolores
- Sarah Bertrand : Ana
- Matthieu Rozé : Pedro
- Sérgio Godinho : Tomas
- Diane Bellego : Maria
- Gilles Segal : le capitaine
- Graça Barroso : Ines
- Luisa Barbosa : Matilda
- Philippe Ferrer : Jean
- Mario Barroso : le contrôleur